# بوينس آيرس
بوينس آيرس Buenos Aires (وهي عبارة بالإسبانية بمعنى الهواء العليل أو الرياح الطيبة) هي عاصمة الأرجنتين تقع على الساحل الجنوبي الشرقي للقارة الأمريكية الجنوبية وتعدّ أكبر مدينة في الأرجنتين. كثيرًا ما يطلق على المدينة لقب باريس أمريكا اللاتينية لتشابه المدينة المعماري بباريس.
مدينة بوينس آيرس تقع خارج محافظة بوينس أيرس، ولذا فإنها ليست جزءا من الإقليم كما أنها ليست عاصمة محافظة بوينس آيرس ولكنها مستقلة. بوينس آيرس الكبرى هي ثالث أكبر تجمع سكني في أمريكا اللاتينية، ويبلغ عدد سكانها نحو 15 مليون نسمة.

## أصل التسمية
عندما أسس بدرو دي مندوزا Pedro de Mendoza هذه المدينة على الشاطئ الجنوبي لنهر لا بلاتا في القرن السادس عشر قال إنه نذرها " لسيدتنا سيدة الرياح الطيبة" (بالإسبانية: Nuestra Señora de los Buenos Aires)‏ تذكاراً للرياح المعتدلة التي لاقاها في رحلته الطويلة من أوروبا إلى الأرجنتين.

## تاريخ

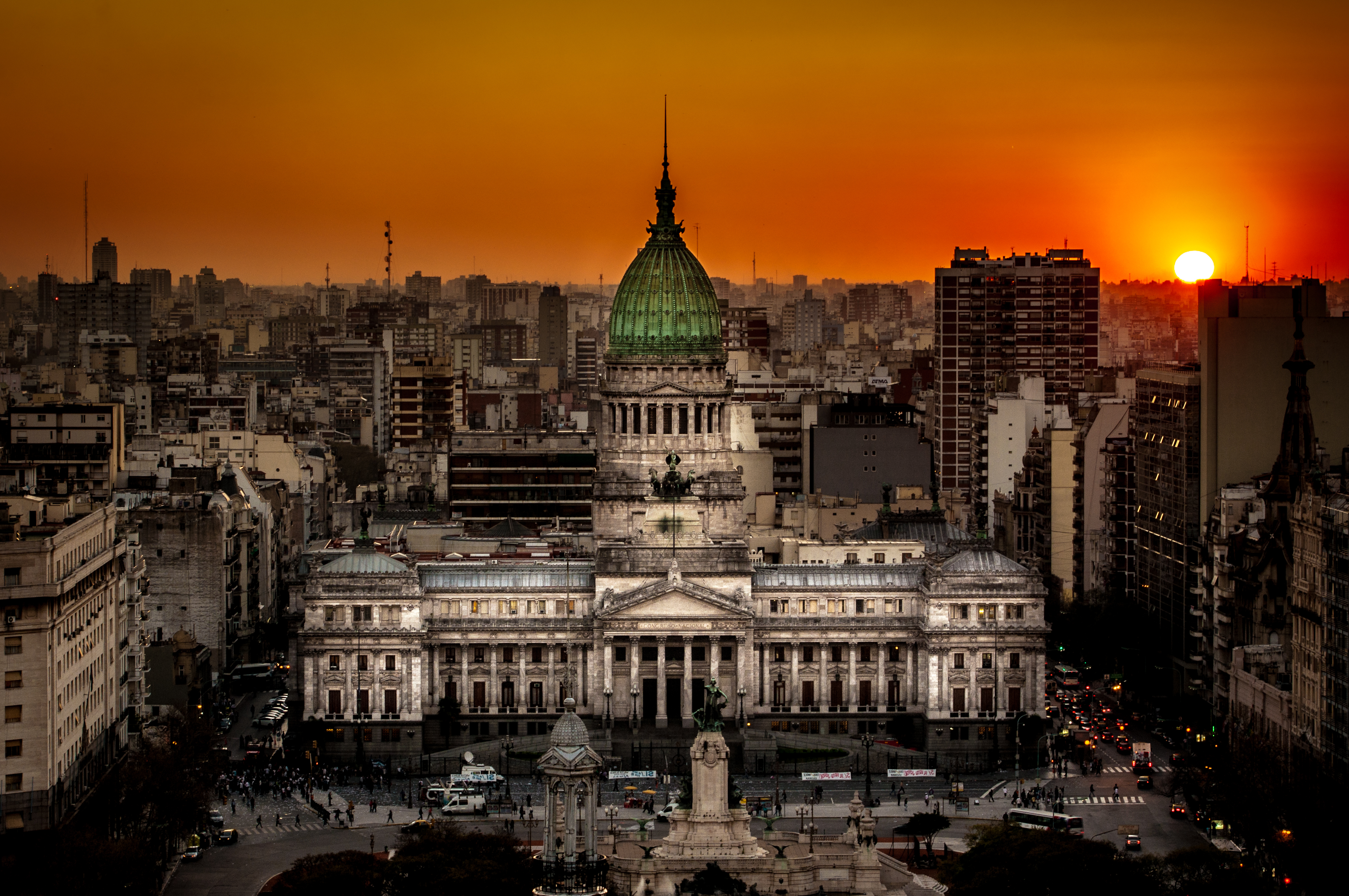
الكونغرس الأرجنتيني.

كان البحار خوان دياز دي سوليس أول أوروبي يصل إلى ريو دي لابلاتا في 1516. وقتل خلال هجوم من قبل مواطني قبيلة شاروا.
وفي عام 1536 أنشأ بدرو دي مندوزا (الذي أرسله ملك إسبانيا على رأس ألف جندي لاحتلال جنوبي قارة أمريكا الجنوبية) أول مستعمرة إسبانية هناك، ولكن ما لبثت هذه المستعمرة الوليدة أن عُرّضت للمزيد من الهجمات من جانب الشعوب الأصلية أجبرت المستوطنين على مغادرة الموقع في 1541 تم التخلي عنه. في المرة الثانية (والدائمة) أنشئت في 1580 من قبل خوان دي غاراي. ولمدة 270 عاما بعد ذاك ظلت بوينس آيريس مستعمرة هامة للتاج الإسباني في أمريكا الجنوبية. وبعد أكثر من 196 عاما على التأسيس الثاني للمدينة وبالتحديد عام 1776 قام الملك كارلوس الثالث ملك إسبانيا بتعيين بيدرو دي كافلاوس كأول نائب له في بيونس آيريس مما رفع مكانتها عاصمةً للتاج الإسباني في أمريكا الجنوبية.

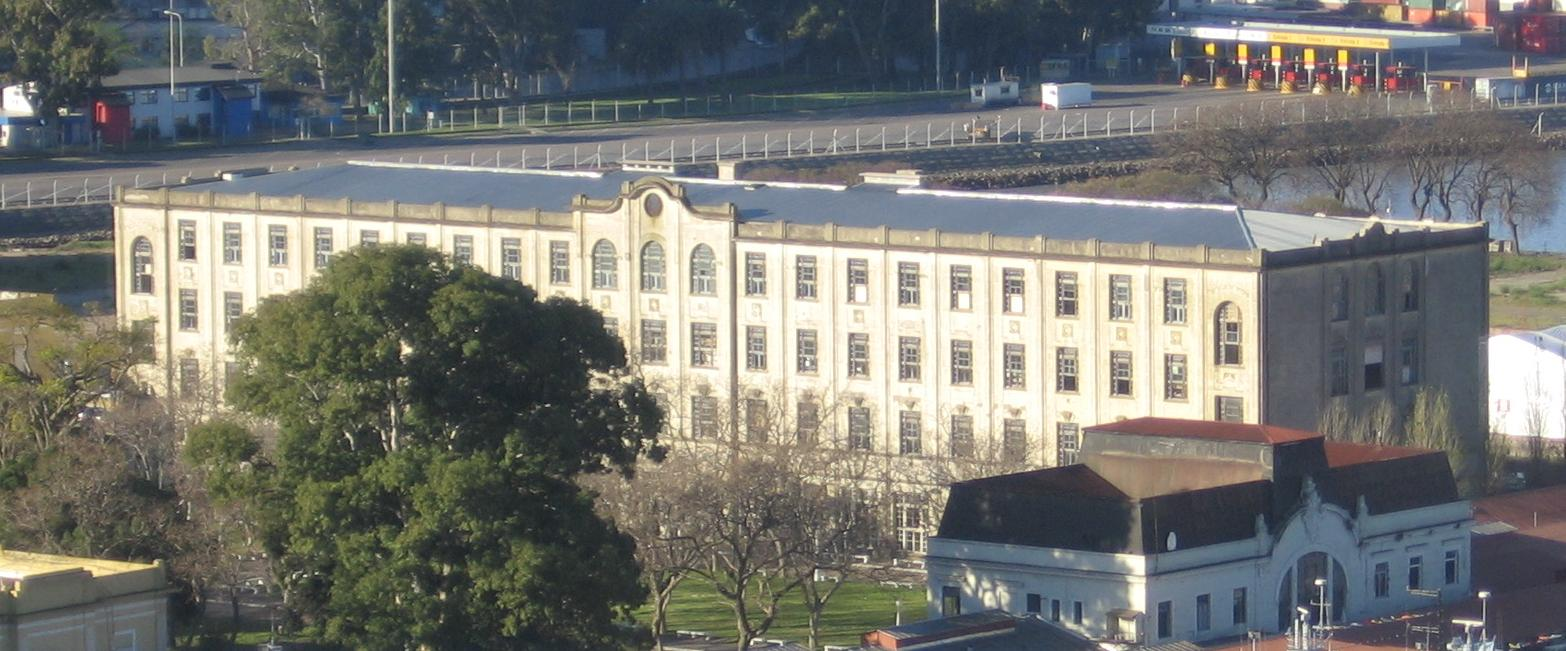
فندق المهاجرين لعب دورًا هامًا في تاريخ المدينة من خلال استقبال المهاجرين القادمين من أوروبا.

وفي عام 1810 أزاحت الحاكمَ مجموعةٌ من الثوار الساعين للاستقلال عن إسبانيا، وما لبثت أن انتشرت حركات الاستقلال في باقي أرجاء البلاد مما أسفر عن الاستقلال عن إسبانيا في 9يوليو 1816.
بعد الصراعات الداخلية من القرن التاسع عشر، اتخدت بوينس آيرس حكمها الذاتي وخرجت من محافظة بوينس ايرس عام 1880. وقد جرى توسيع حدود المدينة لتشمل مدن بلغرانو وفلوريس، والتي هي الآن من أحياء المدينة.

### حرب الاستقلال
في وقت غزو البريطاني لنهر ريو دي لا بلاتا , هجمت القوات البريطانية مرتين على بوينس آيرس . في عام 1806 تمكن البريطانيين باحتلال بوينس آيرس بنجاح، لكن القوات الموجودة في مونتيفيديو بقيادة سانتياغو دو لينيرس قامت بهزيمتهم . في فترة وجيزة التي كانت تابعه للاحتلال البريطاني تمكن الوالي رافيل سوبرمونت من الهرب إلى قرطبة وصمم هذه المدينة لتكون عاصمة لهُ , لقد عادت بوينس آيرس عاصمة بعد ان تم تحريرها، لكن لم يتمكن سوبرمونت من الإستمرار كوالي.
لقد اختير سانتياجو دو لينيرس ليقوم بمنصب الوالي، فحصن المدينة تحسباً لأي هجمة جديدة من قبل القوات البريطانية، لتهزم بعد ذلك الغزو الواقع في عام 1807 . لقد تم رفع كفة القوى لصالح لاكريول، فضلاً عن تطور الحرب في شبه الجزيرة في إسبانيا .
تاريخياً بوينس آيرس كان المركز الرئيسي للأفكار الإبداعية، بينما كان يواجه الشمال مشاكل سياسية ودينية، الكثير من توتر الداخلي في تاريخ الأرجنتين، بداية مع الصراعات المركزية الفيدرالية بالقرن التاسع عشر التي تعود بسبب وجهات نظر مختلفة، للأشهر التالية التي شهدت ثورة 25 مايو , أرسلت بوينس آيرس عدد من الرتب العسكرية للوصول إلى اتفاقيات بعيدة عن التصعيد، العديد من هذه المحاولات انتهت بالعنف، التي زادت من حدة التوتر بين القياديين والمتظاهرين .
في القرن التاسع عشر تم حصار المدينة مرتين من قبل القوات البحرية : من قبل الفرنسيين من عام 1838 إلى عام 1840 , ومن بعد عن طريق القوات المشتركة البريطانية الفرنسية للفترة بين 1854 إلى 1848 . ولقد فشل كلا الحصاريين بجعل المدينة ترضخ تحت مطالبهم .

## تركيبة السكان

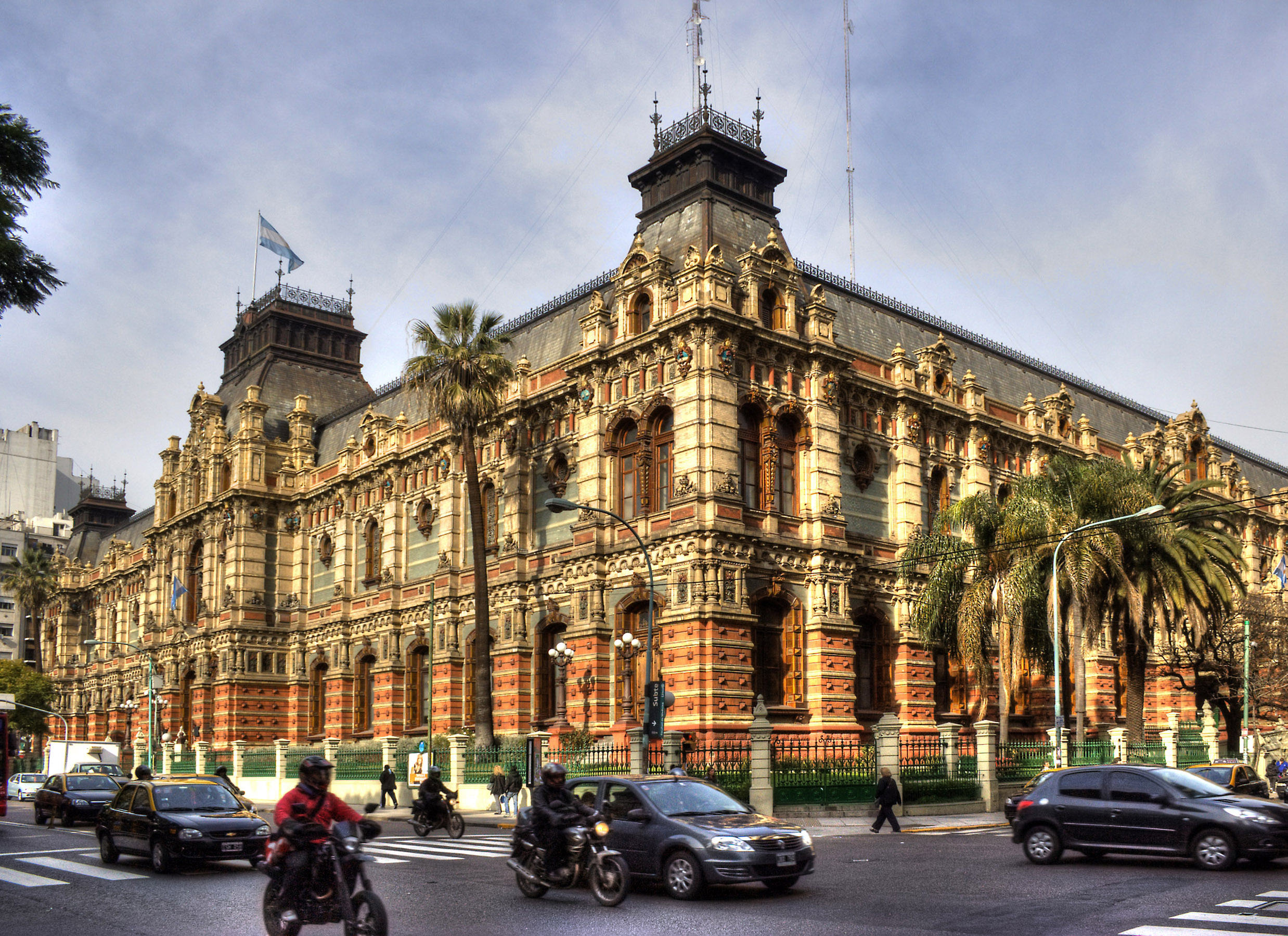
بسبب الهجرة الأوروبية للمدينة تطبعت المدينة بالثقافة الأوروبية.

غالبية سكان المدينة (porteños بورتينيوس) من أصول أوروبيّة، الأكثر شيوعًا هم من أصول إيطالية وإسبانية. وينحدر العديد من سكان المدينة من أصول أوروبيه أخرى كالألمانية والآيرلندية، والبرتغالية، والفرنسية، والكرواتية والإنكليزية ومن بلاد الغال. في التسعينات، كانت موجة هجرة صغيرة من رومانيا وأوكرانيا. وقد زاد السكان الأصليون والإسبانيون في عدد سكان المدينة نتيجة للهجرة، من دول مثل بوليفيا وبيرو وباراغواي، منذ النصف الثاني من القرن العشرين. وكان للمهاجرين من الأصول السوريّة واللبنانية والأرمينيَّة وجود كبير في التجارة والحياة المدنية منذ بداية القرن العشرين.
طبقًا لتعداد سنة 2001 وصل عدد سكان المدينة نحو 12.4 مليون نسمة، حيث تصل الكثافة السكانية إلى نحو 13000 نسمة لكل ميل مربع.

## الديانة

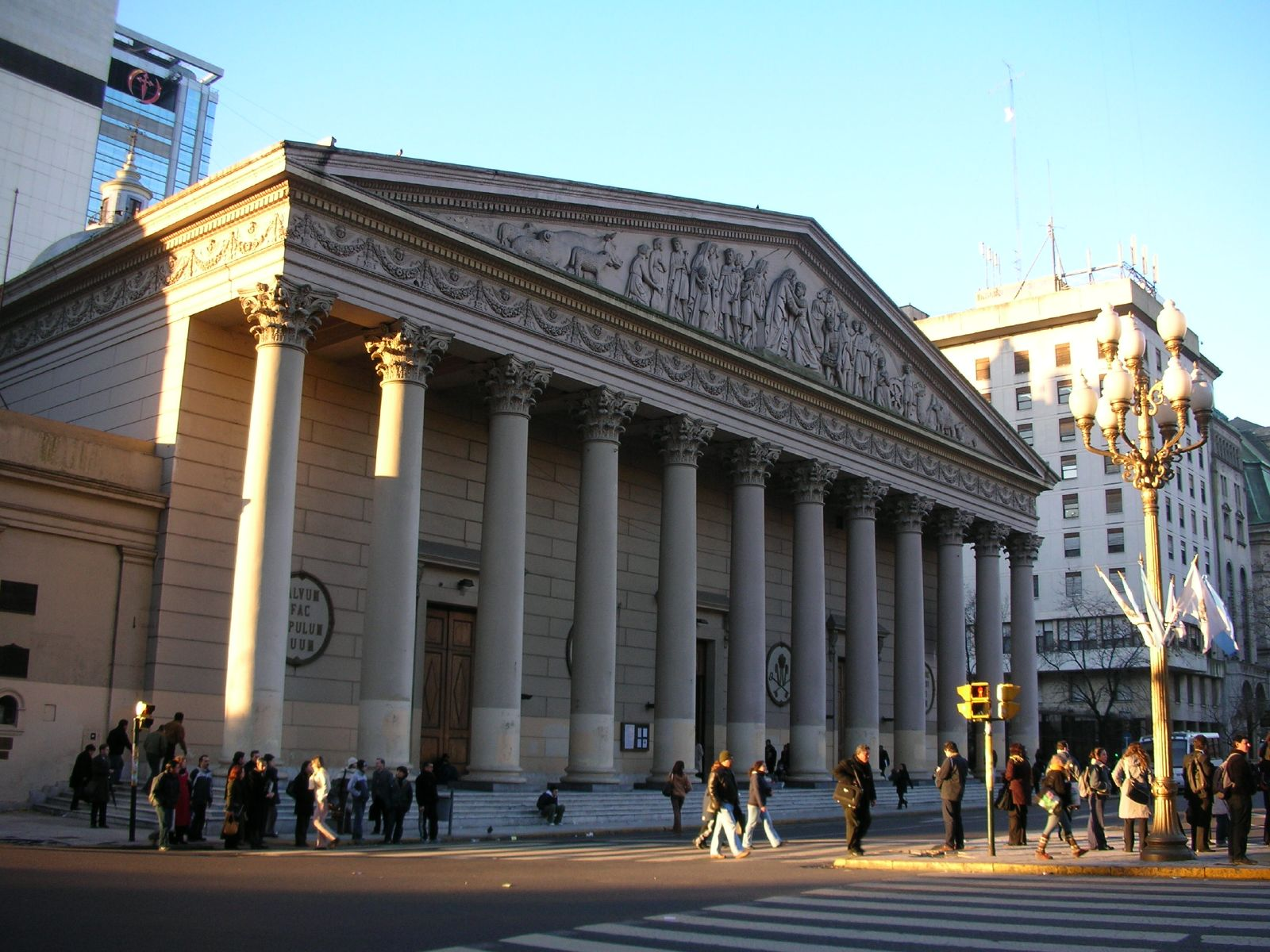
كاتدرائية متروبوليتان بوينس آيرس الكاثوليكية.

معظم المواطنين من الرومان الكاثوليك، كما أن هنالك نسبة من الأرثوزكس الشرقيين والأنجليين، بالإضافة إلى نسبة من اليهود والمسلمين.
يتمايز السكان ما بين حوالي 88.9 % من البيض و 2 % من السود وذوي الأصول الأفريقية و 7 % من الأمريكيين و 2.1 % من الآسيويين.

## الأحياء
تضم المدينة حوالي 48 حيا تسمى "barrios"، ومن أهم هذه الأحياء:
- حي Microcentro : وهو قلب المدينة ومركزها المالي والتجاري.
- حي San Telmo
- حي Palermo : وهو حي سكني يمتلئ بالأشجار على جنبات شوراعه بالإضافة إلى المطاعم.
- حي Recoleta : يعتبر من أرقى الأحياء بالمدينة يضم العديد من قصور الأثرياء.

## أهم المعالم السياحية
- مبنى Cabildo : وهو أول مبنى حكومي أنشئ في المدينة وكان ذلك في عام 1580، صممه المصمم Andres Blanqui، خضع المبنى للعديد من الإصلاحات والترميمات حتى أصبح اليوم واحدا من أهم المتاحف بالمدينة ويعرف الآن باسم "Historic Nacional del Cabildo y La Revolucion de Mayo "، يضم المتحف عددا من الأسلحة القديمة، الأوسمة والملابس التي تعود إلى عصر الاستقلال (1816).

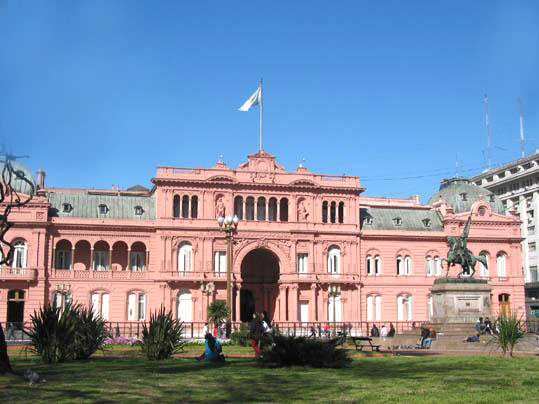
البيت الوردي

- البيت الوردي : يقطن بهذا المبنى رأس السلطة في البلاد ألا وهو رئيس الجمهورية، تم إعادة تصميم واجهة المبنى ليكون على واجهته الحالية بطابع إيطالي فرنسي. وفي فترة رئاسة الرئيس Domingo Faustino Sariento، وبالتحديد في أواخر القرن التاسع عشر، تم إعادة طلاء المبنى باللون الوردي، وذلك اعتمادا على الخلط ما بين اللون الأحمر رمز الفيدراليين واللون الأبيض رمز الاتحاديين ليسمى بالبيت الوردي أو pink house.

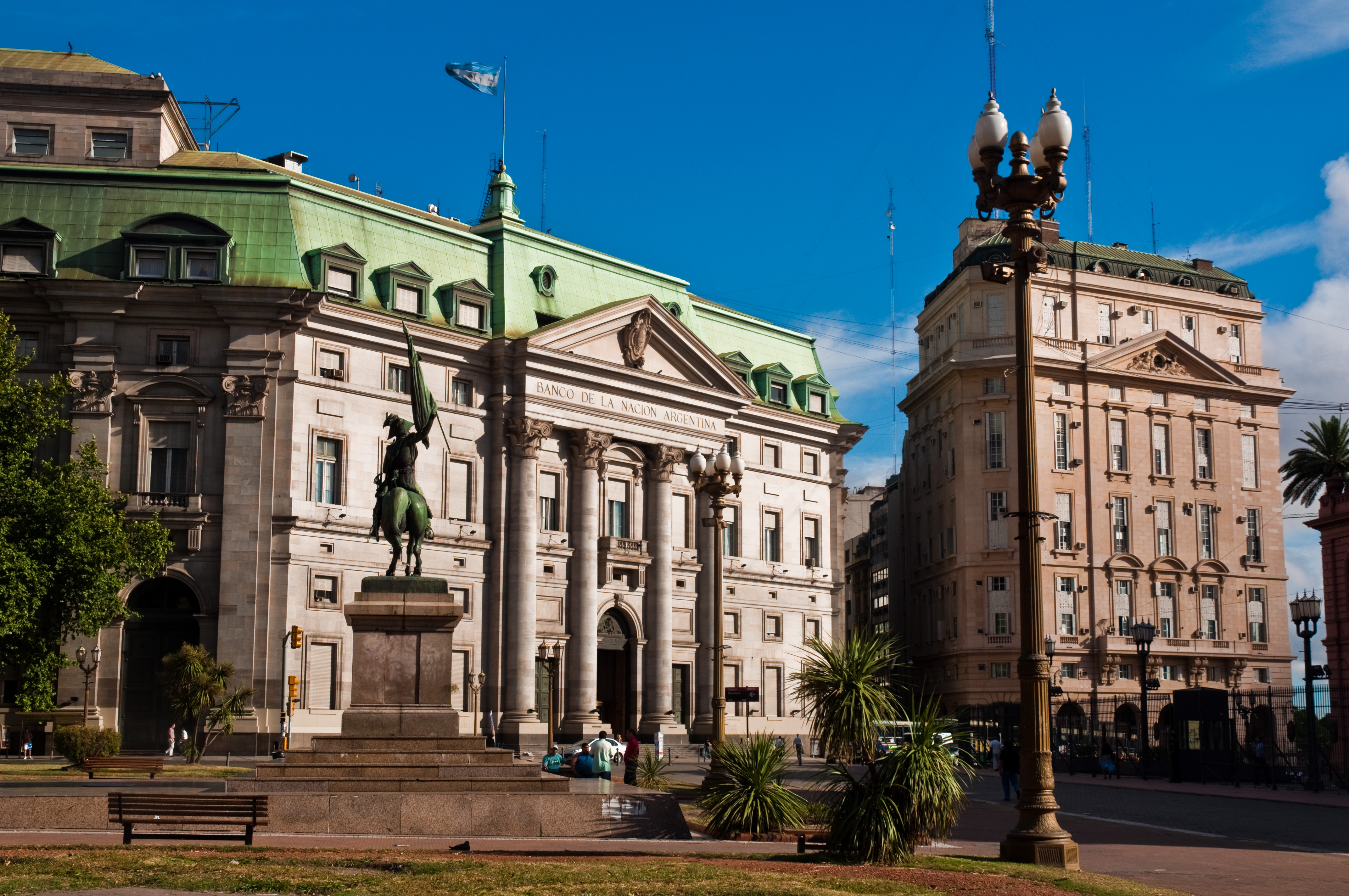
البنك الوطني الأرجنتيني

- شارع فلوريدا "Florida street" : واحد من أهم شوارع بيونس آيرس كما يعد مركزا تجاريا هاما يضم عددا من محال الملابس الجلدية والأحذية والصحف بالإضافة إلى المطاعم والمقاهي. كما تجد على أرصفة هذا الشارع العديد من الفنانين الاستعراضيين الذين يستقطبون السياح باستعراضاتهم وبرقص التانغو.
- كاتدرائية متروبولتين "Catedral Metropolitana " : والتي تحتوي على مقبرة المناضل الأرجنتيني Jose de San Martin.

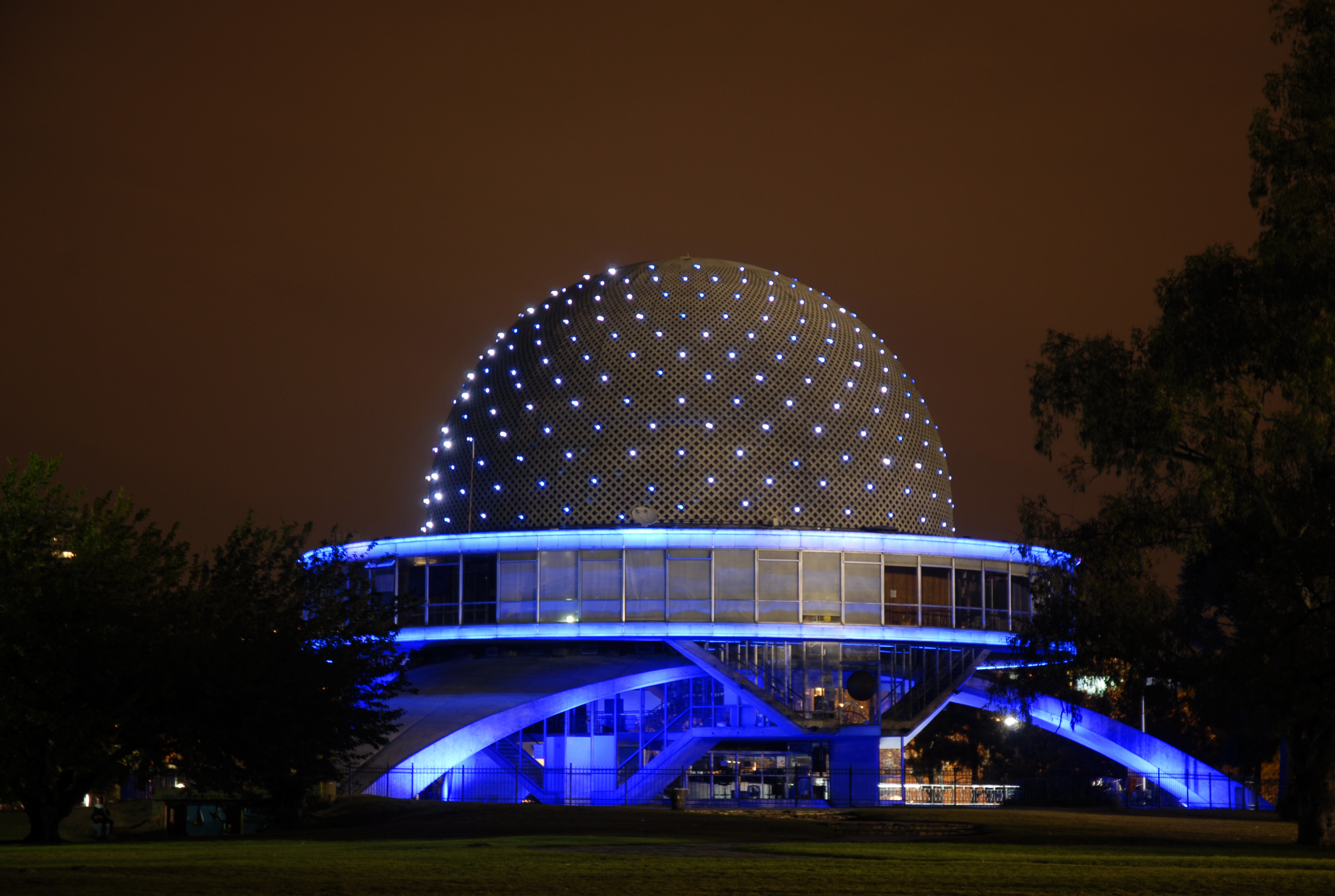
بلانتاريوم غاليليو غاليلي.

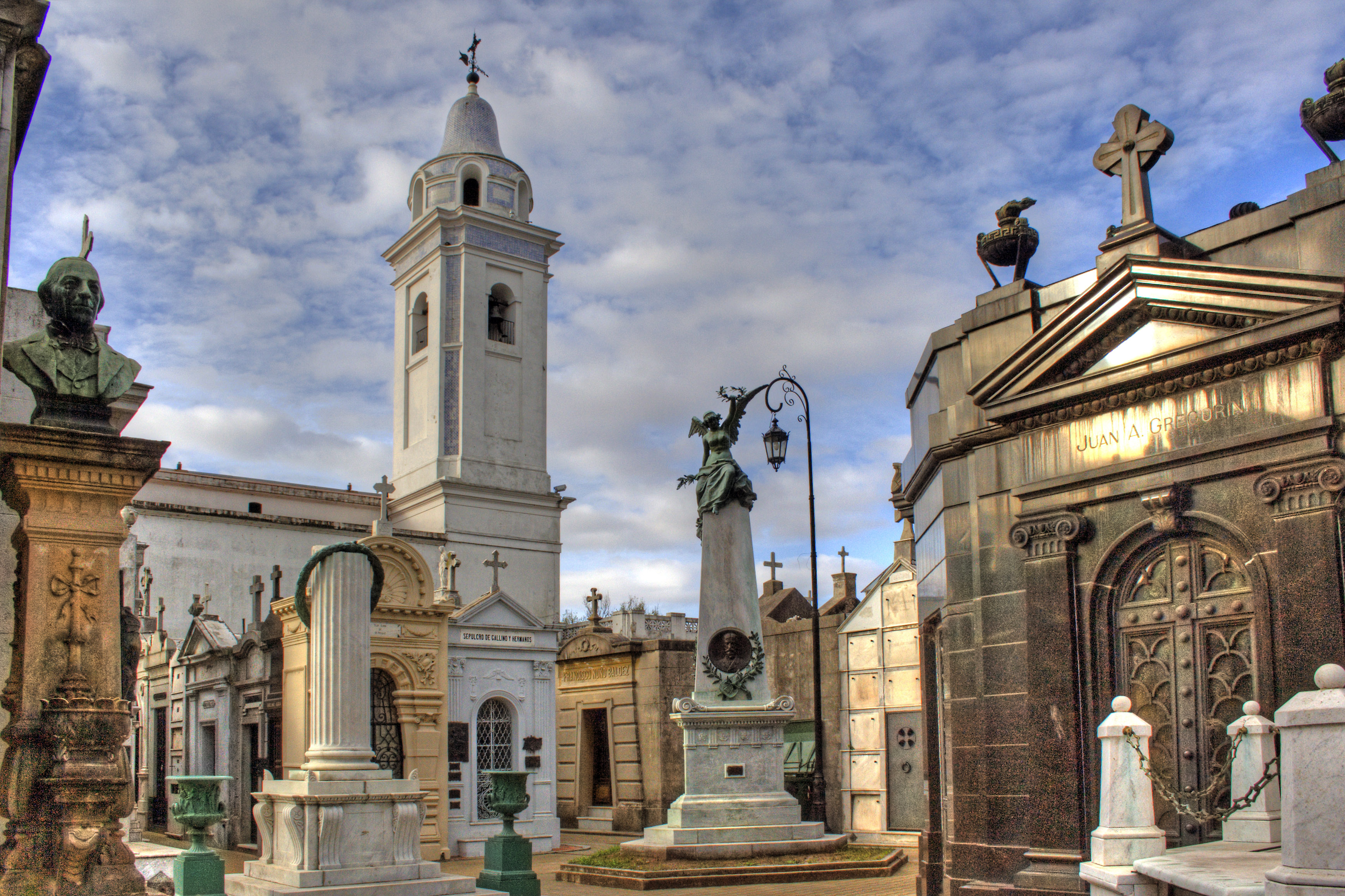
مقبرة ريكوليتا.

- مسرح كولون: من أشهر دور الأوبرا والمسارح في العالم. تم تشييده عام 1908.
- قصر الكونغرس الوطني الأرجنتيني: من أهم المعالم التاريخيّة والوطنية بالبلاد، تم تشييده عام 1906.
- قصر العدل: من أهم المعالم التاريخيّة والوطنية بالبلاد، تم تشييده عام 1910.

## أهم المهرجانات بالمدينة

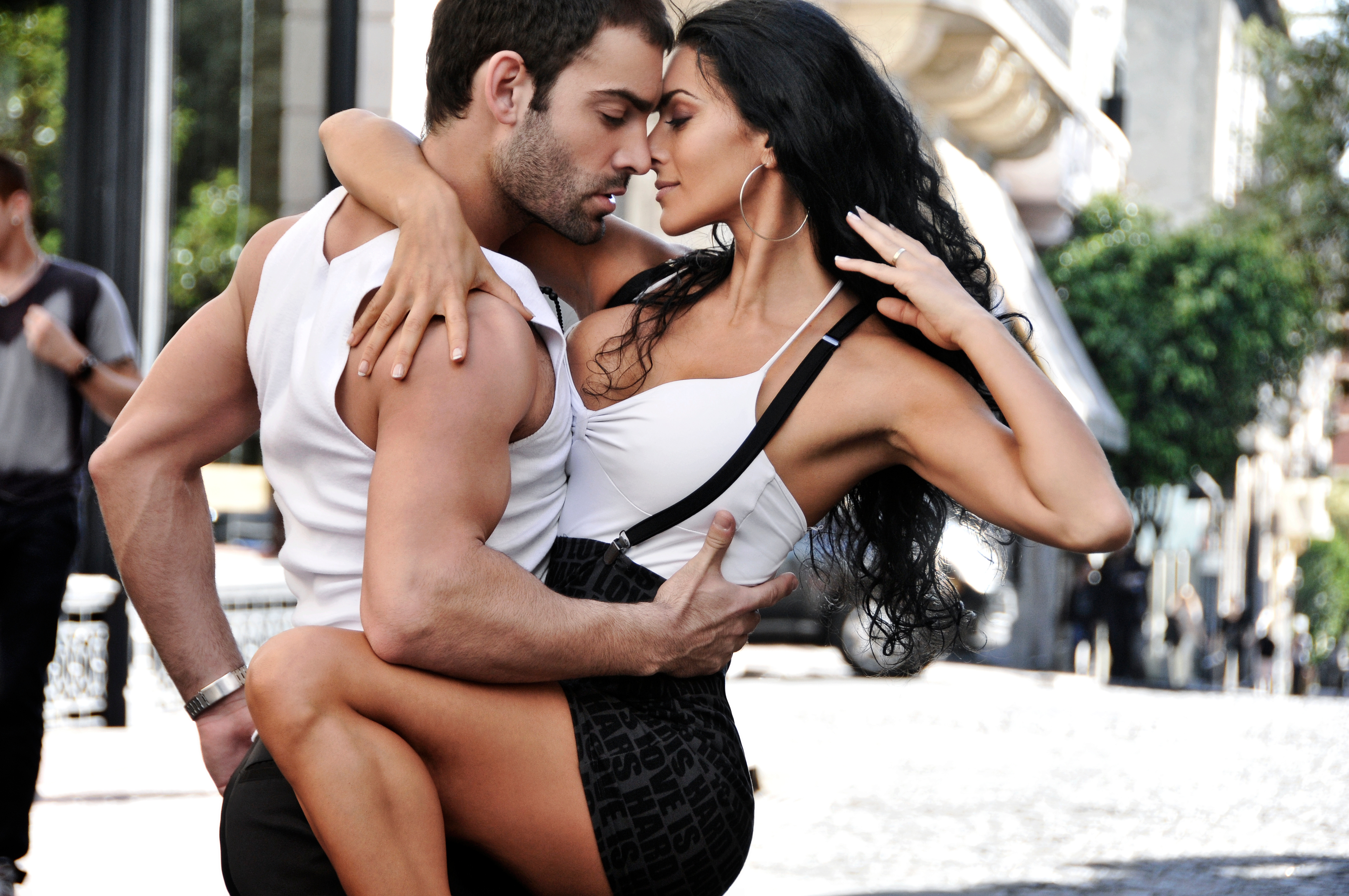
رقصة التانغو تعتبر المدينة مهد هذه الرقصة.

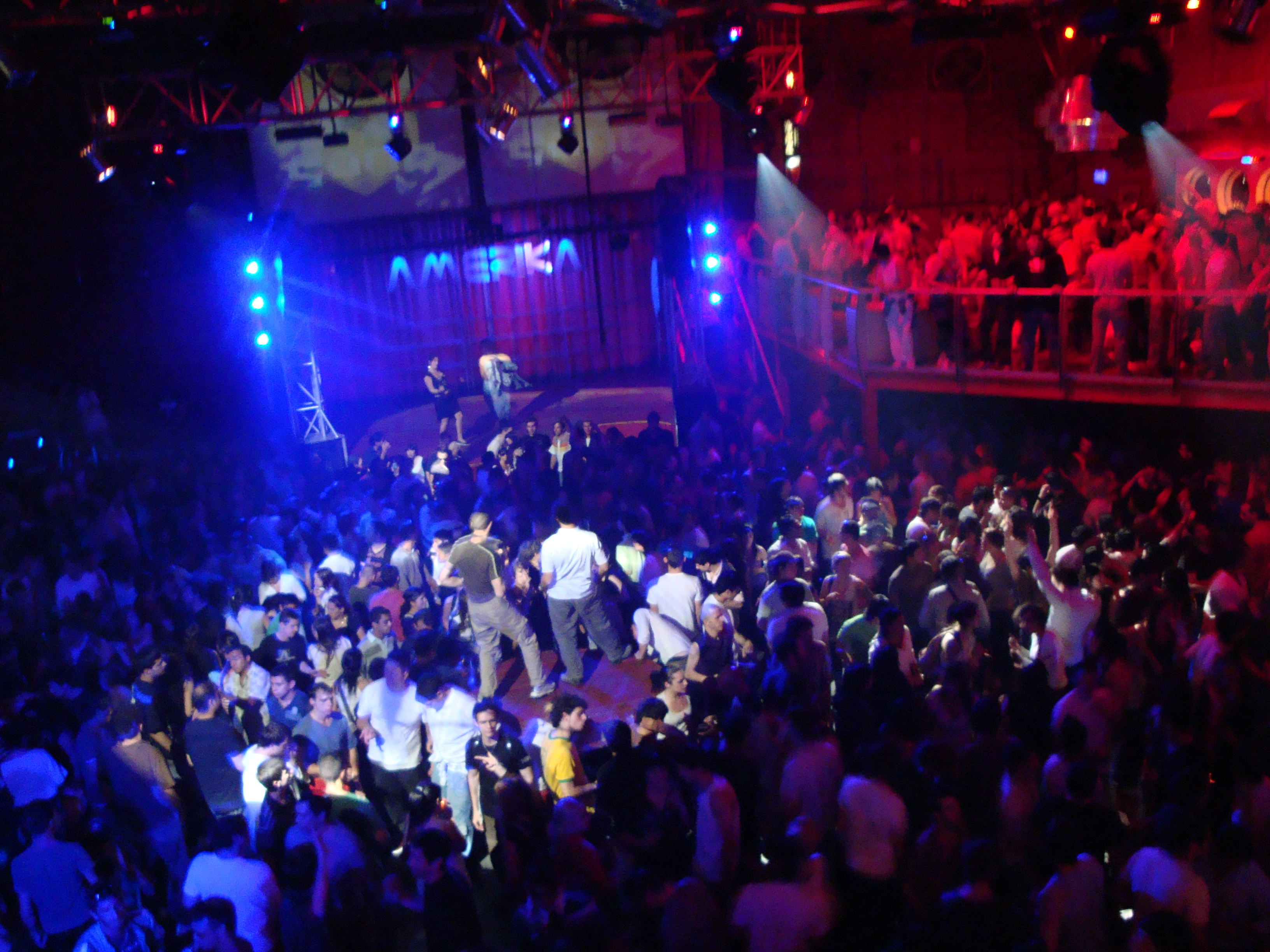
تشتهر المدينة بالحياة الليلية.

- مهرجان بيونس آيريس الدولي للأفلام "Buenos Aires Internatinal Independent Film" : ويقام في شهر أبريل من كل عام.
- مهرجان بيونس آيرس للتانغو "Buenos Aires Tango Festival" : ويقام في شهر فبراير.
- المسابقة العالمية لرقص التانغو "Tango Dance World Championship" :يقام في شهر أغسطس.

## المناخ
يتميز صيف المدينة (ديسمبر-فبراير) بأنه حار رطب، بينما الشتاء (يونيو-أغسطس) فهو معتدل نسبيا، وعادة ما تتساقط الأمطار في فصلي الخريف والربيع.
| الشهر  | م.د.ك | م.د.ص | المتوسط |
| ------ | ----- | ----- | ------- |
| يناير  | 86 °F | 62 °F | 74 °F   |
| فبراير | 83 °F | 61 °F | 72 °F   |
| مارس   | 79 °F | 57 °F | 68 °F   |
| أبريل  | 72 °F | 51 °F | 61 °F   |
| مايو   | 66 °F | 45 °F | 55 °F   |
| يونيو  | 59 °F | 41 °F | 50 °F   |
| يوليو  | 59 °F | 41 °F | 50 °F   |
| أغسطس  | 62 °F | 41 °F | 51 °F   |
| سبتمبر | 66 °F | 45 °F | 55 °F   |
| أكتوبر | 71 °F | 50 °F | 61 °F   |
| نوفمبر | 77 °F | 54 °F | 66 °F   |
| ديسمبر | 83 °F | 59 °F | 71 °F   |

- م.د.ك : متوسط درجة الحرارة الكبرى
- م.د.ص : متوسط درجة الحرارة الصغرى

## توأمة المدينة
- برشلونة، إسبانيا.
- برلين، ألمانيا.
- بوغوتا، كولومبيا.
- قادش، اسبانيا.
- كالياري، إيطاليا.
- كراكاس، فنزويلا.
- أورشليم القدس، إسرائيل.
- تل أبيب، إسرائيل.
- هافانا، كوبا.
- لشبونة، البرتغال.
- لندن، المملكة المتحدة.
- مدريد، إسبانيا.
- مكسيكو سيتي، المكسيك.
- ميامي، فلوريدا.
- ميلانو، إيطاليا.
- مونتيفيديو، الأوروغواي.
- نابولي، إيطاليا.
- بنما سيتي، بنما.
- ريو دي جانيرو، البرازيل.